# Otto Patzsch
Otto Patzsch ( Joinville, 1871 — 1942) foi um marinheiro e maquinista brasileiro. 

## Biografia
Filho de Carl Patzsch, herdou do pai o espirito aventureiro, encantou-se com o trabalho marítimo, fez escola marítima, empregando-se na primeira empresa marítima de transporte de mercadorias entre Joinville e São Francisco do Sul, no vapor Dona Francisca, até seu afundamento ocorrido por incêndio em sua caldeira.
No Vapor Babitonga, atuou por muitos anos como maquinista (foguista) e com o afastamento de seu comandante Otto Benack, foi o navegador responsável por conduzir o Babitonga via fluvial pelo Rio Cachoeira, depois Lagoa do Saguaçú, e Baia da Babitonga até São Francisco do Sul. 
Trouxe de São Francisco as mudas de palmeira imperial plantadas na Alameda defronte à Maison dos Príncipes. 
Participou dos trabalhos na medição da profundidade dos Canal da Babitonga, até Joinville e da Rota Sul, via canal do Linguado. Trabalhou na firma Empreza Angelo Vercesi, então proprietária do Vapor Babitonga.